# Yutaka Yamada
Yutaka Yamada (やまだ 豊 Yamada Yutaka?, Tokio, Japón, 14 de marzo de 1989) es un compositor, arreglista y orquestador japonés, radicado en Los Angeles.

## Biografía
Yutaka fue alumno de Senzoku Gakuen College of Music en Japón, donde estudió composición musical con Toshiyuki Watanabe y Masataka Matsuo. Yutaka ha escrito partituras para más de 40 proyectos, incluida la serie de anime Tokyo Ghoul, la serie de televisión japonesa Marumo no Okite  y una serie de comerciales de televisión como "Audi", "Samsung Galaxy" y "Georgia (Coca-Cola)".
El trabajo de Yutaka en Tokyo Ghoul atrajo la atención del público poco después de su lanzamiento en 2014. Su banda sonora original, que incluye el tema principal "Glassy Sky" (cantada por Donna Burke), ganó popularidad y tiene más de 50 000 000 de visitas en YouTube. En 2018, Eminem puso una muestra de "Glassy Sky" en la canción "Good Guy" de su álbum Kamikaze.
Yutaka ha seguido produciendo música popular en colaboración con vocalistas, incluidas las pistas "Never Let Me Go" (cantada por Julia Shortreed) y "Take My Hand" (cantada por NIKIIE), ambos ocuparon el puesto número 1 en la lista de iTunes en Japón. En 2017, Yutaka se mudó a Los Ángeles y comenzó a trabajar con Soundtrack Music Associates.

## Trabajos

### Anime
| Año  | Título                 | Estudio                               | Rol                           | Refs.  |
| ---- | ---------------------- | ------------------------------------- | ----------------------------- | ------ |
| 2013 | Soul Reviver           | Desconocido                           | Compositor del tema principal |        |
| 2013 | Sword Gai              | Production I.G DLE LandQ studios      | Compositor del tema principal |        |
| 2014 | Tokyo Ghoul            | Pierrot                               | Compositor                    | [ 7 ]  |
| 2015 | Tokyo Ghoul √A         | Pierrot                               | Compositor                    |        |
| 2015 | Tokyo Ghoul [Jack]     | Pierrot                               | Compositor                    | [ 8 ]  |
| 2015 | Tokyo Ghoul: PINTO     | Pierrot                               | Compositor                    |        |
| 2016 | Onigiri                | Pierrot+                              | Compositor del tema principal |        |
| 2017 | Infini-T Force         | Tatsunoko Production Digital Frontier | Compositor                    |        |
| 2018 | Tokyo Ghoul: re        | Pierrot                               | Compositor                    |        |
| 2019 | Vinland Saga           | Wit Studio                            | Compositor                    | [ 9 ]  |
| 2019 | Babylon                | Revoroot                              | Compositor                    | [ 10 ] |
| 2020 | Great Pretender        | Wit Studio                            | Compositor                    | [ 11 ] |
| 2021 | Night Head 2041        | Shirogumi                             | Compositor                    | [ 12 ] |
| 2023 | Vinland Saga Season 2  | MAPPA                                 | Compositor                    | [ 13 ] |
| 2024 | Kenka Dokugaku         | Okuruto Noboru                        | Compositor                    | [ 14 ] |
| 2025 | Shin Samurai-den Yaiba | Wit Studio                            | Compositor                    | [ 15 ] |
| —    | Black Torch            | 100studio                             | Compositor                    | [ 16 ] |

### Dramas televisivos
| Año  | Título                                                 | Rol                                                              | Refs.  |
| ---- | ------------------------------------------------------ | ---------------------------------------------------------------- | ------ |
| 2011 | Marumo's Rule (Fuji TV)                                | Compositor (otras pistas por Hiroyuki Sawano)                    |        |
| 2011 | Marumo's Rule Special (Fuji TV)                        | Compositor                                                       |        |
| 2011 | HUNTER – Women After Reward Money (Kansai Telecasting) | Compositor                                                       |        |
| 2014 | Marumo's Rule Special 2014 (Fuji TV)                   | Compositor                                                       |        |
| 2014 | The Hours of My Life (Fuji TV)                         | Compositor (otras pistas por Yoshiaki Dewa)                      | [ 17 ] |
| 2014 | Chotto ha Darazu ni (NHK, BS Premium)                  | Compositor                                                       |        |
| 2014 | Water Polo Yankees (Fuji TV)                           | Compositor (otras pistas por Yu Takami)                          |        |
| 2014 | Borderline (NHK)                                       | Compositor                                                       |        |
| 2015 | The Emperor's Cook (TBS)                               | Compositor (otras pistas por Takefumi Haketa)                    |        |
| 2015 | Fujiko (Hulu,JCOM)                                     | Compositor                                                       |        |
| 2016 | Never Let Me Go (TBS)                                  | Compositor                                                       |        |
| 2016 | Death Note: New Generation (Hulu)                      | Compositor                                                       |        |
| 2017 | Everyone's Getting Married (Fuji TV)                   | Compositor (otras pistas por Toshiyuki Yasuda y Yuji Nishiguchi) | [ 18 ] |
| 2017 | Criminal Syndrome (Tokai Television, WOWOW)            | Compositor                                                       |        |
| 2018 | The True Suspect (WOWOW)                               | Compositor                                                       |        |
| 2020 | Alice in Borderland                                    | Compositor                                                       |        |
| 2021 | Promise Cinderella (TBS)                               | Compositor                                                       | [ 19 ] |
| 2022 | Alice in Borderland Temporada 2                        | Compositor                                                       | [ 20 ] |

### Películas
| Año  | Título                                                               | Rol                                        | Refs.  |
| ---- | -------------------------------------------------------------------- | ------------------------------------------ | ------ |
| 2013 | Madam Marmalade's Mysterious Puzzle: Question Version (TV Tokyo)     | Compositor (otras pistas por Tadayuki Ito) |        |
| 2013 | Madam Marmalade's Mysterious Puzzle: Answer Version (TV Tokyo)       | Compositor                                 |        |
| 2016 | A.I. love you (Fuji Television)                                      | Compositor                                 |        |
| 2016 | Death Note: Light Up the New World (Warner Bros.)                    | Compositor                                 | [ 21 ] |
| 2017 | One Week Friends (Shochiku)                                          | Compositor                                 |        |
| 2017 | Let's Go, Jets!(Toho)                                                | Compositor                                 |        |
| 2017 | Laughing Under the Clouds Side story – Departure, the Vow of Yamainu | Compositor                                 |        |
| 2018 | Infini-T Force (Shochiku)                                            | Compositor                                 |        |
| 2018 | Inuyashiki (Toho)                                                    | Compositor                                 |        |
| 2018 | Laughing Under the Clouds Side story –The Double-Headed Fuma         | Compositor                                 |        |
| 2018 | Bleach (Warner Bros.)                                                | Compositor                                 |        |
| 2018 | Cry Me a Sad River                                                   | Compositor                                 |        |
| 2019 | Kingdom (Toho)                                                       | Compositor                                 |        |
| 2020 | Mask Ward (Warner Bros.)                                             | Compositor                                 | [ 22 ] |
| 2021 | Tokyo Revengers (Warner Bros.)                                       | Compositor                                 |        |
| 2021 | Cube (Shochiku)                                                      | Compositor                                 |        |
| 2022 | Kingdom 2: Far and Away (Toho, Sony)                                 | Compositor                                 | [ 23 ] |

## Premios y reconocimientos
- 2009 Gran premio en el Concurso de Arreglo de Cuerdas de VIENNA INSTRUMENTS.[24]
- Premio Ciudadano Brillante ("Azalea Kagayaki") de la ciudad de Kawasaki, Japón.[25]